# 리정언
리정언(李正彦, 1926년 12월 23일 ~ 1996년)은 북한의 작곡가이다. 함북 회령 출신이다.
1946년 서울예술대학 음악부를 중퇴, 1948년부터 서울에서 콘트라베이스 연주가로 활동했으며 6.25때 입북한 이후, 전쟁기간 전선지구경비사령부협주단, 국립예술극장 콘트라베이스 주자로 활동하면서 작곡을 배웠다.

## 작곡 활동
- 피바다가극단 (1971년 ~ )
- 만수대예술단 (1975년 ~ )

## 대표 작품
- 환상무곡
- 백두산